# Vicenta Lorca Romero
Pour les articles homonymes, voir Lorca et Romero.
Vicenta Lorca Romero, née à Grenade le 25 juillet 1870 et morte à Madrid le 9 avril 1959, est une enseignante espagnole. Elle est la mère du poète Federico García Lorca.

## Biographie
Ses parents, Vicenta Lorca González et Concepción Romero Lucena, sont tous deux originaires de Grenade. Son nom complet est Vicenta Jacoba María de la Concepción Carmen de la Santísima Trinidad.
Entre 1888 et 1890, elle fait ses études à l'Ecole normale de Grenade afin de se préparer aux métiers de l'enseignement.
Elle obtient son premier poste à Fuente Vaqueros, petite ville qui ne compte alors que 1.491 habitants.
En août 1897, elle épouse Federico García Rodríguez, grand propriétaire terrien de la Vega de Granada de onze ans plus âgé qu'elle, veuf en 1894 de sa première épouse Matilde Palacios.
Selon les mots de l'historienne Antonina Rodrigo, Vicenta est «petite et délicate, avec de beaux yeux et, sur son visage, une constellation de grains de beauté dont allait hériter son premier enfant».

## Famille
Vicenta Lorca et Federico García ont cinq enfants :
- Federico qui naît le 5 juin 1898;

- Luis qui naît en 1900 mais qui meurt prématurément deux ans plus tard;

- Francisco en 1902;

- Concha en 1903;

- Isabel en 1909.

Entre 1905 et 1909, la famille vit dans la bourgade de Valderrubio, alors appelée Asquerosa.

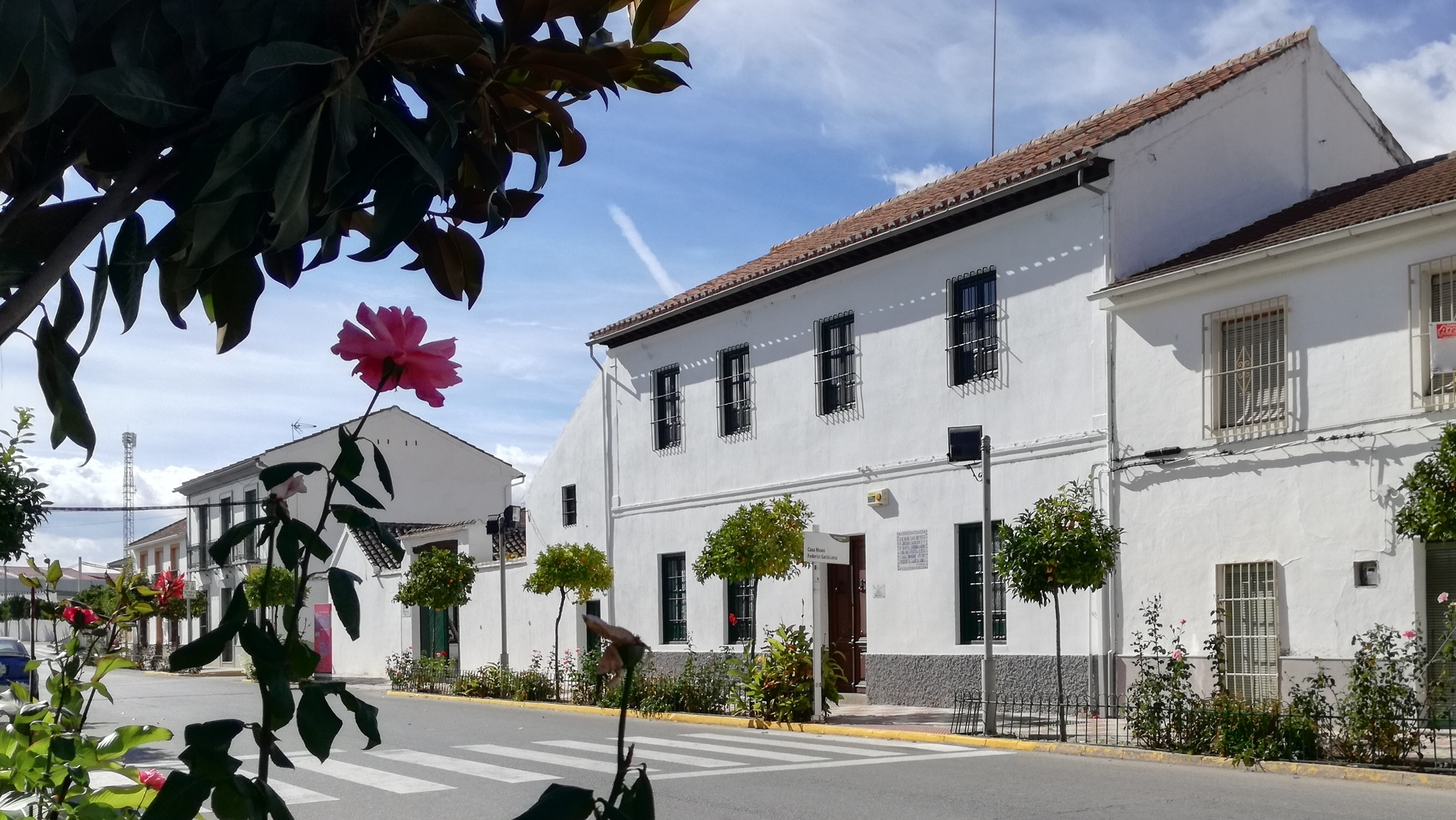
Maison de la famille García Lorca (Valderrubio)

En 1909, la famille García Lorca emménage à Grenade pour que les enfants puissent poursuivre leurs études secondaires. La maison se trouve sur la Acera del Casino.
En 1925, ils achètent la Huerta de los Mudos, rebaptisée Huerta de San Vicente en l'honneur de Vicenta Lorca. C'est là que Federico écrit certaines de ses œuvres les plus importantes, comme Romancero Gitan et Noces de sang. Vicenta, proche de son fils, l'encourage dans son œuvre.

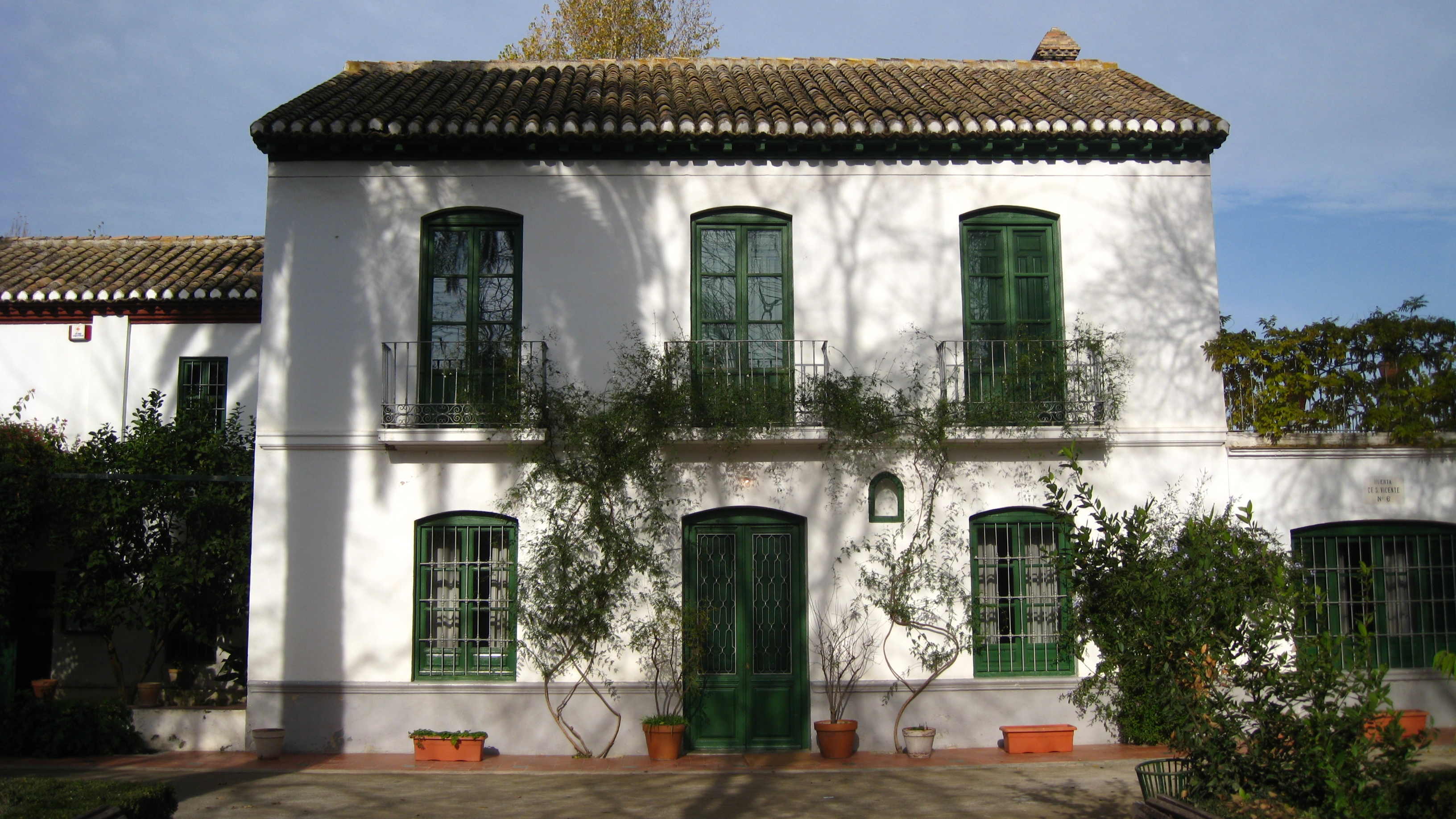
La Huerta de San Vicente.

En 1933, la famille déménage à Madrid, revenant chaque été à la Huerta de San Vicente jusqu'en 1936.

### Exil
Après l'assassinat de Federico le 18 août 1936, la famille García Lorca quitte l'Espagne pour se réfugier à New York. Ils sont accueillis par leurs amis Gloria Giner et Fernando de los Rios en 1940.
En 1942, son fils Francisco épouse leur fille Laura.
En septembre 1945, son mari Federico García Rodríguez meurt sans jamais avoir revu l'Espagne.

### Retour en Espagne
Veuve, Vicenta Lorca revient à Madrid en 1951, avec Isabel, Concha et ses petits-enfants. Elle refuse tout le reste de sa vie de retourner à Grenade.
Elle meurt le 9 avril 1959 à Madrid où elle est enterrée au cimetière de Saint-Just.
Son rôle dans le parcours artistique de son fils Federico García Lorca, qu'elle encourage durant sa jeunesse, est aujourd'hui redécouvert.